# Anton Kokorin
Anton Sergeyevich Kokorin (en russe : Антон Сергеевич Кокорин ; né le 5 avril 1987 à Tachkent en RSS d'Ouzbékistan) est un athlète russe, spécialiste du 400 m.

## Biographie
Il a remporté la médaille de bronze aux Jeux olympiques de Pékin en 2008, avec le relais 4 × 400 m russe.
Sa meilleure performance est de 45 s 52, obtenue en 2010.

## Dopage
Le 24 mai 2016, Denis Alekseyev, coéquipier du relais 4 x 400 m de Kokorin lors des Jeux olympiques de Pékin en 2008, figure sur la liste des 31 athlètes contrôlés positifs à la suite du reteste des échantillons où ils avaient remporté la médaille de bronze. Par conséquent, si l'échantillon B (qui sera testé en juin) s'avère positif, l'équipe sera disqualifiée et les quatre athlètes seront déchus de leur médaille.

## Palmarès
| Année | Compétition                    | Lieu     | Résultat | Épreuve   | Performance   |
| ----- | ------------------------------ | -------- | -------- | --------- | ------------- |
| 2005  | Championnats d’Europe juniors  | Kaunas   | 2e       | 4 × 400 m | 3 min 07 s 19 |
| 2006  | Championnats du monde juniors  | Pékin    | 2e       | 4 × 400 m | 3 min 05 s 13 |
| 2007  | Championnats d’Europe espoirs  | Debrecen | 4e       | 400 m     | 45 s 93       |
| 2007  | Championnats d’Europe espoirs  | Debrecen | 1er      | 4 × 400 m | 3 min 02 s 13 |
| 2008  | Championnats du monde en salle | Valence  | 6e       | 4 × 400 m | 3 min 15 s 38 |
| 2008  | Jeux olympiques                | Pékin    | DQ       | 4 × 400 m |               |